# Chicago Bulls
Chicago Bulls – amerykański klub koszykarski uczestniczący w rozgrywkach ligi NBA (Dywizja Centralna w Konferencji Wschodniej). Bulls sześciokrotnie wygrywali mistrzostwo NBA (w latach 1991–1993 oraz 1996-1998). We wszystkich mistrzowskich sezonach w zespole występowali Michael Jordan i Scottie Pippen, a trenerem był Phil Jackson.
Klub został założony 16 stycznia 1966, stając się uczestnikiem NBA w sezonie 1966/67. W latach 1966–1984 Bulls dziesięciokrotnie awansowali do fazy play-off, gdzie dwukrotnie dochodzili do finałów konferencji. W drafcie NBA 1984 z numerem trzecim klub ten wybrał Michaela Jordana. W każdym sezonie gry Jordana w ich barwach Bulls docierali do fazy play-off. Najpierw trzykrotnie odpadali w pierwszej rundzie, w play-off 1979 awansowali do półfinału, a w kolejnych dwóch do finału konferencji. Od rozgrywek 1989/90 trenerem drużyny był Phil Jackson. W drugim sezonie jego pracy Bulls zdobyli pierwsze w historii klubu mistrzostwo NBA. Sukces ten powtórzyli w dwóch kolejnych sezonach. Po zdobyciu mistrzowskiego tytułu w 1993 Jordan zakończył karierę. W kolejnych dwóch sezonach Bulls docierali do półfinałów konferencji, by po powrocie Jordana wygrać trzy kolejne tytuły w 1996, 1997 i 1998. Po zdobyciu ostatniego z mistrzostw Jordan i Jackson odeszli z klubu (Jordan zakończył karierę). W XXI w. Bulls jedenaście razy awansowali do fazy play-off, w tym raz dochodząc do finału konferencji w 2011, tj. po sezonie, w którym Derrick Rose jako drugi (po Jordanie) zawodnik w historii klubu zdobył nagrodę MVP.
Według Forbesa są czwartą najbardziej wartościową organizacją w lidze (3,2 miliarda dolarów). Bulls rozgrywają mecze domowe w hali United Center, a siedzibą klubu jest Chicago.

## Historia

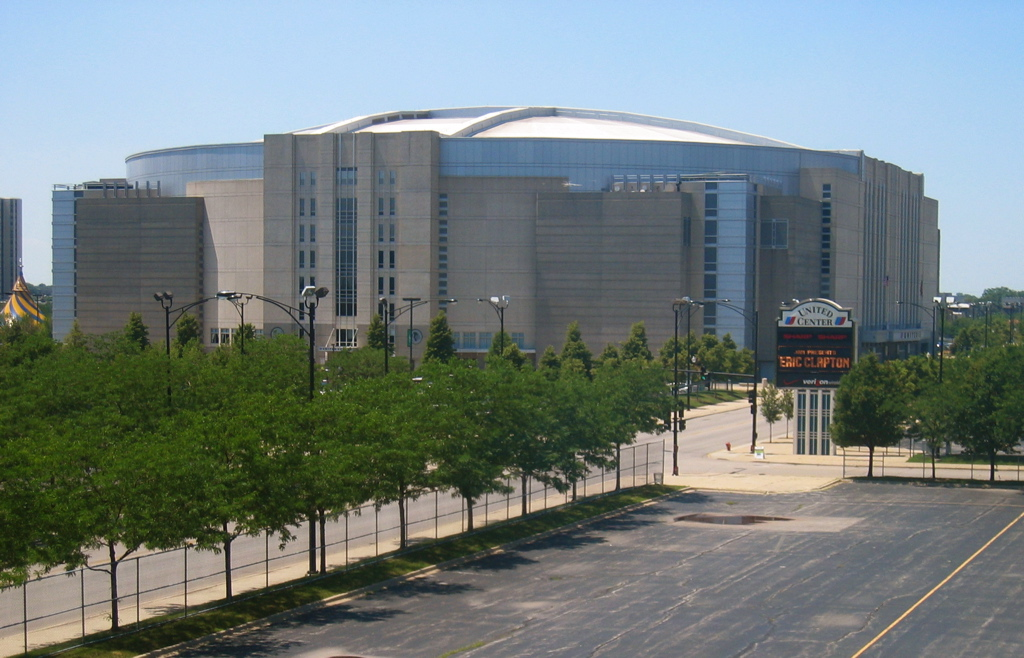
Hala United Center

Chicago Bulls są trzecią drużyną NBA z siedzibą w Chicago, po Chicago Stags (1946-1950) oraz Chicago Packers/Zephyrs (obecnie Washington Wizards). Zespół Chicago Bulls przyłączył się do rozgrywek ligi NBA w sezonie 1966/67, uzyskując najlepszy w historii bilans spotkań wśród zespołów debiutujących w lidze i zakwalifikował się do fazy rozgrywek play-off już w pierwszym roku swojego istnienia. Po udanym pierwszym roku, przez kilka lat drużyna nie osiągnęła większych sukcesów. Lepsze czasy nadeszły w latach 70. Na parkiecie Bulls pokazały się wtedy takie sławy jak Artis Gilmore, Chet Walker, Bob Love, Norm Van Lier, Jerry Sloan, Reggie Theus i Tom Boerwinkle. Przełomowym momentem dla zespołu z Chicago był wybór w drafcie Michaela Jordana w 1984 roku, a następnie Scottie Pippena 3 lata później. Ci dwaj gracze, a także zatrudniony w 1989 roku, trener Phil Jackson sprawili, że zespół wpisał się w karty historii NBA jako najlepsza drużyna lat 90., zdobywając sześciokrotnie mistrzostwo ligi w latach 1991–1993 oraz 1996-98. Legendarny skład rozpadł się jednak w 1998 roku po odejściu trenera Phila Jacksona i Michaela Jordana. Następne 12 sezonów nie zaowocowało w żadne sukcesy, a drużyna przeszła gruntowną przemianę. Dopiero sezon 2010/11 drużyna zakończyła z bilansem spotkań 62-20, identycznym jak w roku 1998 – tym samym zespół po raz pierwszy od czasów gry Michaela Jordana został najlepszym zespołem rundy zasadniczej. Mimo znakomitych liczb, Bykom pod wodzą swojego lidera Derricka Rose’a nie udało się awansować do finału NBA.

## Nazwa
Nazwa Byki i logo nawiązują do wielkich rzeźni ulokowanych w Chicago. Miasto w połowie XIX w. stało się centrum przetwórstwa mięsnego dla farm hodowlanych zachodu USA.

## Zawodnicy

### Kadra w sezonie 2023/24
Stan na 23 czerwca 2024.
| Nr | Poz. | Nar.              | Nazwisko i imię   | Data urodzenia | Wzrost | Masa ciała |
| -- | ---- | ----------------- | ----------------- | -------------- | ------ | ---------- |
| 2  | G    | Stany Zjednoczone | Ball, Lonzo       | 1997-10-27     | 198 cm | 86 kg      |
| 17 | F    | Turcja            | Bitim, Onuralp    | 1999-03-31     | 198 cm | 98 kg      |
| 5  | G    | Stany Zjednoczone | Carter, Jevon     | 1995-09-14     | 185 cm | 91 kg      |
| 13 | F    | Stany Zjednoczone | Craig, Torrey     | 1990-12-19     | 196 cm | 100 kg     |
| 11 | G/F  | Stany Zjednoczone | DeRozan, DeMar    | 1989-08-07     | 198 cm | 100 kg     |
| 12 | G    | Stany Zjednoczone | Dosunmu, Ayo      | 2000-01-17     | 196 cm | 91 kg      |
| 77 | F    | Estonia           | Drell, Henri      | 2000-04-25     | 206 cm | 95 kg      |
| 3  | C    | Stany Zjednoczone | Drummond, Andre   | 1993-08-10     | 211 cm | 127 kg     |
| 30 | G    | Stany Zjednoczone | Funk, Andrew      | 1999-09-21     | 196 cm | 91 kg      |
| –  | G    | Australia         | Giddey, Josh      | 2002-10-10     | 203 cm | 93 kg      |
| 24 | G/F  | Stany Zjednoczone | Green, Javonte    | 1993-07-23     | 196 cm | 93 kg      |
| 8  | G    | Stany Zjednoczone | LaVine, Zach      | 1995-03-10     | 196 cm | 91 kg      |
| 15 | F    | Stany Zjednoczone | Phillips, Julian  | 2003-11-05     | 203 cm | 90 kg      |
| 21 | F    | Mali              | Sanogo, Adama     | 2002-02-12     | 206 cm | 111 kg     |
| 25 | F    | Stany Zjednoczone | Terry, Dalen      | 2002-07-12     | 201 cm | 88 kg      |
| 9  | C    | Czarnogóra        | Vučević, Nikola   | 1990-10-24     | 208 cm | 118 kg     |
| 0  | G    | Stany Zjednoczone | White, Coby       | 2000-02-16     | 196 cm | 88 kg      |
| 44 | F    | Stany Zjednoczone | Williams, Patrick | 2001-08-26     | 201 cm | 98 kg      |

Trener:  Billy Donovan
 Asystenci: John Bryant • Maurice Cheeks • Damian Cotter • Chris Fleming • Billy Schmidt • Peter J. Patton • Wes Unseld Jr.

### Zastrzeżone numery

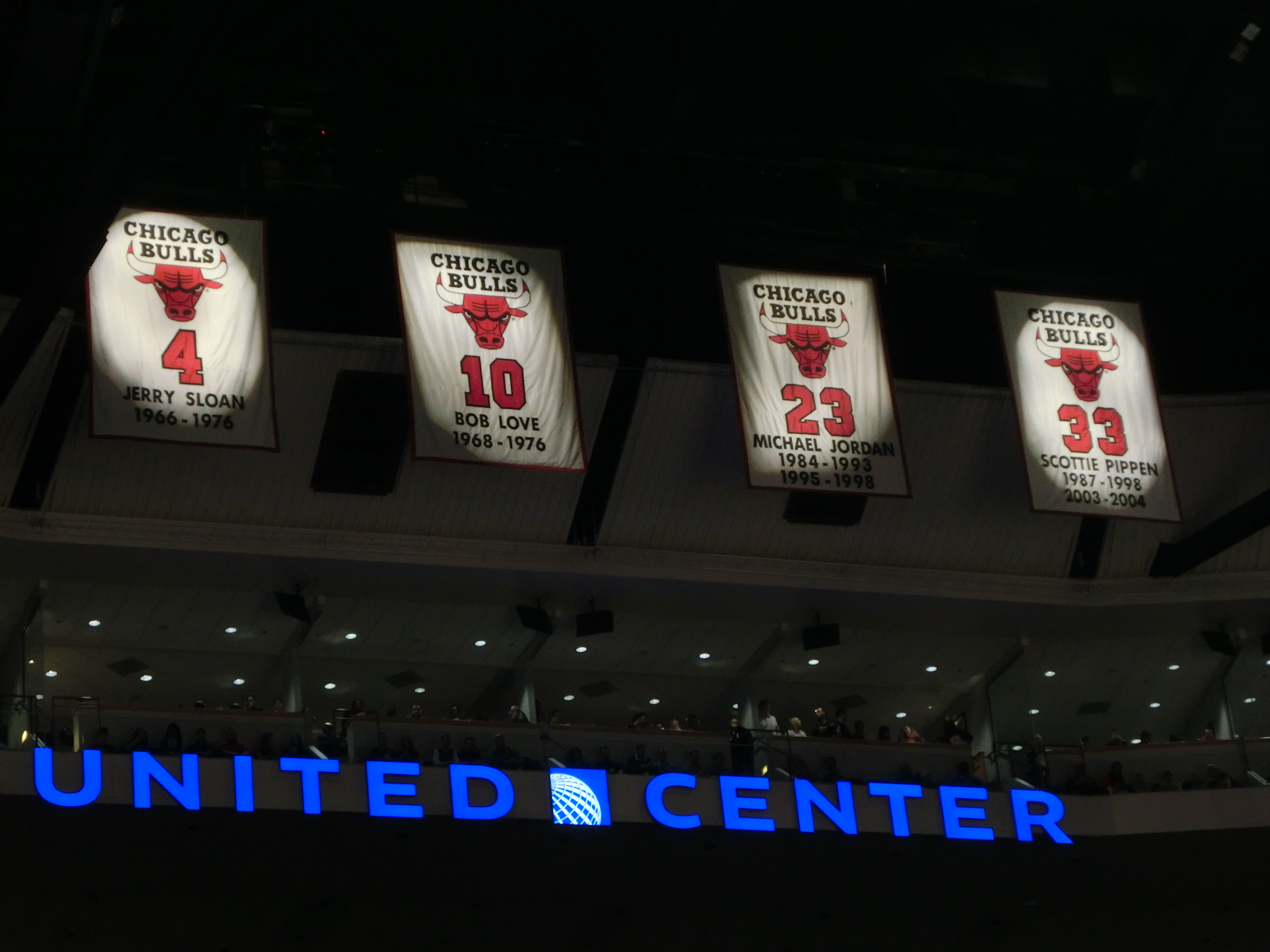
Zastrzeżone numery Chicago Bulls

Stan na 31 grudnia 2019
| Chicago Bulls zastrzeżone numery |                 |         |                     |
| Nr                               | Imię i nazwisko | Pozycja | Lata gry            |
| 4                                | Jerry Sloan     | SG/SF   | 1966–1976           |
| 10                               | Bob Love        | SF      | 1968–1976           |
| 23                               | Michael Jordan  | SG      | 1984–1993 1995–1998 |
| 33                               | Scottie Pippen  | SF      | 1987–1998 2003–2004 |

### Zawodnicy włączeni do Koszykarskiej Galerii Sław im. Jamesa Naismitha
| Zawodnik       | Pozycja | Okres gry w Bulls   | Rok wyboru |
| -------------- | ------- | ------------------- | ---------- |
| Nate Thurmond  | C       | 1974–1976           | 1985       |
| George Gervin  | SG      | 1985–1986           | 1996       |
| Robert Parish  | C       | 1996–1997           | 2003       |
| Michael Jordan | SG      | 1984–1993 1995–1998 | 2009       |
| Scottie Pippen | SF      | 1987–1998 2003–2004 | 2010       |
| Artis Gilmore  | C       | 1976–1982 1987      | 2011       |
| Dennis Rodman  | PF      | 1995–1998           | 2011       |
| Chet Walker    | SF      | 1969–1975           | 2012       |
| Guy Rodgers    | PG      | 1966–1967           | 2014       |
| Toni Kukoč     | SF      | 1993–2000           | 2021       |
| Ben Wallace    | C       | 2006–2008           | 2021       |
| Pau Gasol      | PF/C    | 2014–2016           | 2023       |
| Dwyane Wade    | SG      | 2016–2017           | 2023       |

| Trener       | Okres pracy z Bulls                            | Rok wyboru |
| ------------ | ---------------------------------------------- | ---------- |
| Phil Jackson | 1987–1989 (Asystent) 1989–1998 (Główny trener) | 2007       |
| Jerry Sloan  | 1979–1981                                      | 2009       |
| Tex Winter   | 1985/86–1997/98 (Asystent)                     | 2011       |

| Działacz        | Okres pracy w Bulls | Rok wyboru |
| --------------- | ------------------- | ---------- |
| Jerry Colangelo | 1966–1968           | 2004       |
| Jerry Reinsdorf | 1985–Obecnie        | 2016       |
| Jerry Krause    | 1985–2003           | 2017       |
| Rod Thorn       | 1978–1985           | 2018       |
| Larry Costello  | 1978–1979           | 2022       |
| Del Harris      | 2008–2009           | 2022       |

## Nagrody i wyróżnienia

### Nagrody sezonowe
MVP sezonu
- Michael Jordan – 1988, 1991, 1992, 1996, 1998
- Derrick Rose – 2011

Obrońcy Roku
- Michael Jordan – 1988
- Joakim Noah – 2014

Debiutanci Roku
- Michael Jordan – 1985
- Elton Brand – 2000 (współ-debiutant roku)
- Derrick Rose – 2009

Rezerwowi Roku
- Toni Kukoč – 1996
- Ben Gordon – 2005

Największy postęp
- Jimmy Butler – 2015

MVP Finałów
- Michael Jordan – 1991–1993, 1996–1998

Trener Roku
- Johnny „Red” Kerr – 1967
- Dick Motta – 1971
- Phil Jackson – 1996
- Tom Thibodeau – 2011

Menedżer Roku
- Jerry Krause – 1988, 1996
- Gar Forman – 2011 (współ-menedżer roku)

NBA Sportsmanship Award
- Luol Deng – 2007

J. Walter Kennedy Citizenship Award
- Joakim Noah – 2015

NBA IBM Award
- Michael Jordan – 1985, 1989

All-NBA First Team
- Michael Jordan – 1987–1993, 1996–1998
- Scottie Pippen – 1994–1996
- Derrick Rose – 2011
- Joakim Noah – 2014

All-NBA Second Team
- Bob Love – 1971, 1972
- Norm Van Lier – 1974
- Michael Jordan – 1985
- Scottie Pippen – 1992, 1997
- Pau Gasol – 2015
- DeMar DeRozan – 2022

All-NBA Third Team
- Scottie Pippen – 1993, 1998
- Jimmy Butler – 2017

NBA All-Defensive First Team
- Jerry Sloan – 1969, 1972, 1974, 1975
- Norm Van Lier – 1974, 1976, 1977
- Michael Jordan – 1988–1993, 1996–1998
- Scottie Pippen – 1992–1998
- Dennis Rodman – 1996
- Joakim Noah – 2013, 2014
- Alex Caruso – 2023

NBA All-Defensive Second Team
- Jerry Sloan – 1970, 1971
- Norm Van Lier – 1972, 1973, 1975, 1978
- Bob Love – 1972, 1974, 1975
- Artis Gilmore – 1978
- Scottie Pippen – 1991
- Horace Grant – 1993, 1994
- Kirk Hinrich – 2007
- Ben Wallace – 2007
- Joakim Noah – 2011
- Luol Deng – 2012
- Jimmy Butler – 2014–2016
- Alex Caruso – 2024

NBA All-Rookie First Team
- Erwin Mueller – 1967
- Clifford Ray – 1972
- Scott May – 1977
- Reggie Theus – 1979
- David Greenwood – 1980
- Quintin Dailey – 1983
- Michael Jordan – 1985
- Charles Oakley – 1986
- Elton Brand – 2000
- Kirk Hinrich – 2004
- Luol Deng – 2005
- Ben Gordon – 2005
- Derrick Rose – 2009
- Taj Gibson – 2010
- Nikola Mirotić – 2015
- Lauri Markkanen – 2018

NBA All-Rookie Second Team
- Stacey King – 1990
- Toni Kukoč – 1994
- Ron Artest – 2000
- Marcus Fizer – 2001
- Jay Williams – 2003
- Tyrus Thomas – 2007
- Coby White – 2020
- Patrick Williams – 2021
- Ayo Dosunmu – 2022

### All-Star Weekend
Uczestnicy NBA All-Star Game
- Guy Rodgers – 1967
- Jerry Sloan – 1967, 1969
- Bob Boozer – 1968
- Chet Walker – 1970, 1971, 1973, 1974
- Bob Love – 1971–1973
- Norm Van Lier – 1974, 1976, 1977
- Artis Gilmore – 1978, 1979, 1981, 1982
- Reggie Theus – 1981, 1983
- Michael Jordan – 1985–1993, 1996–1998
- Scottie Pippen – 1990, 1992–1997
- B.J. Armstrong – 1994
- Horace Grant – 1994
- Derrick Rose – 2010–2012
- Luol Deng – 2012, 2013
- Joakim Noah – 2013, 2014
- Jimmy Butler – 2015–2017
- Pau Gasol – 2015, 2016
- Zach LaVine – 2021, 2022
- DeMar DeRozan – 2022, 2023

Trenerzy składów All-Stars
- Phil Jackson – 1992, 1996
- Tom Thibodeau – 2012

Uczestnicy Rookie Challenge
- Toni Kukoc – 1994
- Khalid El-Amin – 2001
- Elton Brand – 2001
- Marcus Fizer – 2002
- Tyson Chandler  – 2003
- Jay Williams – 2003
- Kirk Hinrich – 2004, 2005
- Ben Gordon – 2005, 2006
- Luol Deng – 2005, 2006
- Andres Nocioni – 2006
- Derrick Rose – 2009, 2010
- Taj Gibson – 2010, 2011

MVP All-Star Game
- Michael Jordan – 1988, 1996, 1998
- Scottie Pippen – 1994

Zwycięzcy Skills Challenge
- Derrick Rose – 2009

Zwycięzcy konkursu rzutów za 3 punkty
- Craig Hodges – 1990–1992
- Steve Kerr – 1997

Zwycięzcy konkursu wsadów
- Michael Jordan – 1987, 1988

## Statystyki

### Statystyczni liderzy NBA
Liderzy strzelców
- Michael Jordan – 1987–1993, 1996–1998

Liderzy w przechwytach
- Michael Jordan – 1988, 1990, 1993
- Scottie Pippen – 1995

Liderzy w skuteczności rzutów z gry
- Artis Gilmore – 1981, 1982
- Eddy Curry – 2003

Liderzy w skuteczności rzutów wolnych
- Chet Walker – 1971

Liderzy w skuteczności rzutów za 3 punkty
- Steve Kerr – 1995
- B.J. Armstrong – 1993

 Liderzy w minutach spędzonych na parkiecie
- Michael Jordan – 1987–1989
- DeMar DeRozan – 2024

### Liderzy wszech czasów klubu
Sezon regularny
(Stan na 15 lutego 2017, a na podstawie)
| Kategoria                      | Zawodnik       | Statystyki |
| ------------------------------ | -------------- | ---------- |
| Gry                            | Michael Jordan | 930        |
| Minuty                         | Michael Jordan | 35887      |
| Punkty                         | Michael Jordan | 29277      |
| Zbiórki                        | Michael Jordan | 5836       |
| Asysty                         | Michael Jordan | 5012       |
| Przechwyty                     | Michael Jordan | 2306       |
| Bloki                          | Artis Gilmore  | 1029       |
| Straty                         | Michael Jordan | 2589       |
| Faule                          | Scottie Pippen | 2534       |
| Celne rzuty z gry              | Michael Jordan | 10962      |
| Oddane rzuty z gry             | Michael Jordan | 21686      |
| Skuteczność rzutów z gry       | Artis Gilmore  | 58,7       |
| Celne rzuty za 3 punkty        | Kirk Hinrich   | 1049       |
| Oddane rzuty za 3 punkty       | Kirk Hinrich   | 2792       |
| Skuteczność rzutów za 3 punkty | Steve Kerr     | 47,9       |
| Celne rzuty wolne              | Michael Jordan | 6798       |
| Oddane rzuty wolne             | Michael Jordan | 8115       |
| Skuteczność rzutów wolnych     | George Gervin  | 87,9       |
| Średnia punktów                | Michael Jordan | 31,5       |
| Średnia zbiórek                | Dennis Rodman  | 15,3       |
| Średnia asyst                  | Ennis Whatley  | 7          |
| Średnia przechwytów            | Michael Jordan | 2,5        |
| Średnia bloków                 | Artis Gilmore  | 2,1        |

## Sukcesy

Banery mistrzowskie Bulls

| Tytuł              | Liczba | Rok |
| ------------------ | ------ | --- |
| Mistrz NBA         | 6      | 1991, 1992, 1993, 1996, 1997, 1998 |
| Mistrz Konferencji | 6      | 1991, 1992, 1993, 1996, 1997, 1998 |
| Mistrz dywizji     | 9      | 1975, 1991, 1992, 1993, 1996, 1997, 1998, 2011, 2012 |
| Występy w play-off | 36     | 1968, 1970, 1971, 1972, 1973, 1974, 1975, 1977, 1981, 1985, 1986, 1987, 1988, 1989, 1990, 1991, 1992, 1993, 1994, 1995, 1996, 1997, 1998, 2005, 2006, 2007, 2009, 2010, 2011, 2012, 2013, 2014, 2015, 2017, 2022 |
| Występy w play-in  | 3      | 2023, 2024, 2025 |

## Poszczególne sezony
Na podstawie:. Stan na koniec sezonu 2024/25
| Sezon         | Liga | Konferencja | Poz. w konf. | Dywizja | Poz. w dyw. | Sezon regularny | Sezon regularny | Playoffs/Play-in |
| Sezon         | Liga | Konferencja | Poz. w konf. | Dywizja | Poz. w dyw. | Wyg.            | Por.            | Playoffs/Play-in |
| ------------- | ---- | ----------- | ------------ | ------- | ----------- | --------------- | --------------- | --- |
| Chicago Bulls |      |             |              |         |             |                 |                 | |
| 1966/67       | NBA  | Zachodnia   | 4            | –       | –           | 33              | 48              | Porażka w półfinale Konf. z Atlanta Hawks (0-3) |
| 1967/68       | NBA  | Zachodnia   | 4            | –       | –           | 29              | 53              | Porażka w półfinale Konf. z Los Angeles Lakers (1-4) |
| 1968/69       | NBA  | Zachodnia   | 5            | –       | –           | 33              | 49              | |
| 1969/70       | NBA  | Zachodnia   | 3            | –       | –           | 39              | 43              | Porażka w półfinale Konf. z Atlanta Hawks (1-4) |
| 1970/71       | NBA  | Zachodnia   | 3            | Midwest | 2           | 51              | 31              | Porażka w półfinale Konf. z Los Angeles Lakers (3-4) |
| 1971/72       | NBA  | Zachodnia   | 3            | Midwest | 2           | 57              | 25              | Porażka w półfinale Konf. z Los Angeles Lakers (0-4) |
| 1972/73       | NBA  | Zachodnia   | 3            | Midwest | 2           | 51              | 31              | Porażka w półfinale Konf. z Los Angeles Lakers (3-4) |
| 1973/74       | NBA  | Zachodnia   | 3            | Midwest | 2           | 54              | 28              | Wygrana w półfinale Konf. z Detroit Pistons (4-3) Porażka w finale Konf. z Milwaukee Bucks (0-4)                                                                                                 |
| 1974/75       | NBA  | Zachodnia   | 2            | Midwest | 1           | 47              | 35              | Wygrana w półfinale Konf. z Kansas City – Omaha Kings (4-2) Porażka w finale Konf. z Golden State Warriors (3-4)                                                                                 |
| 1975/76       | NBA  | Zachodnia   | 9            | Midwest | 4           | 24              | 58              | |
| 1976/77       | NBA  | Zachodnia   | 6            | Midwest | 3           | 44              | 38              | Porażka w 1. rundzie z Portland Trail Blazers (1-2) |
| 1977/78       | NBA  | Zachodnia   | 8            | Midwest | 3           | 40              | 42              | |
| 1978/79       | NBA  | Zachodnia   | 11           | Midwest | 5           | 31              | 51              | |
| 1979/80       | NBA  | Zachodnia   | 9            | Midwest | 4           | 30              | 52              | |
| 1980/81       | NBA  | Wschodnia   | 5            | Central | 2           | 45              | 37              | Wygrana w 1. rundzie z New York Knicks (2-0) Porażka w półfinale Konf. z Boston Celtics (0-4) |
| 1981/82       | NBA  | Wschodnia   | 9            | Central | 5           | 34              | 48              | |
| 1982/83       | NBA  | Wschodnia   | 9            | Central | 4           | 28              | 54              | |
| 1983/84       | NBA  | Wschodnia   | 10           | Central | 5           | 27              | 55              | |
| 1984/85       | NBA  | Wschodnia   | 7            | Central | 3           | 38              | 44              | Porażka w 1. rundzie z Milwaukee Bucks (1-3) |
| 1985/86       | NBA  | Wschodnia   | 8            | Central | 4           | 30              | 52              | Porażka w 1. rundzie z Boston Celtics (0-3) |
| 1986/87       | NBA  | Wschodnia   | 8            | Central | 5           | 40              | 42              | Porażka w 1. rundzie z Boston Celtics (0-3) |
| 1987/88       | NBA  | Wschodnia   | 3            | Central | 2           | 50              | 32              | Wygrana w 1. rundzie z Cleveland Cavaliers (3-2) Porażka w półfinale Konf. z Detroit Pistons (1-4)                                                                                               |
| 1988/89       | NBA  | Wschodnia   | 6            | Central | 5           | 47              | 35              | Wygrana w 1. rundzie z Cleveland Cavaliers (3-2) Wygrana w półfinale Konf. z New York Knicks (4-2) Porażka w finale Konf. z Detroit Pistons (2-4)                                                |
| 1989/90       | NBA  | Wschodnia   | 3            | Central | 2           | 55              | 27              | Wygrana w 1. rundzie z Milwaukee Bucks (3-1) Wygrana w półfinale Konf. z Philadelphia 76ers (4-1) Porażka w finale Konf. z Detroit Pistons (3-4)                                                 |
| 1990/91       | NBA  | Wschodnia   | 1            | Central | 1           | 61              | 21              | Wygrana w 1. rundzie z New York Knicks (3-0) Wygrana w półfinale Konf. z Philadelphia 76ers (4-1) Wygrana w finale Konf. z Detroit Pistons (4-0) Wygrana w finale NBA z Los Angeles Lakers (4-1) |
| 1991/92       | NBA  | Wschodnia   | 1            | Central | 1           | 67              | 15              | Wygrana w 1. rundzie z Miami Heat (3-0) Wygrana w półfinale Konf. z New York Knicks (4-3) Wygrana w finale Konf. z Cleveland Cavaliers (4-2) Wygrana w finale NBA z Portland Trail Blazers (4-2) |
| 1992/93       | NBA  | Wschodnia   | 2            | Central | 1           | 57              | 25              | Wygrana w 1. rundzie z Atlanta Hawks (3-0) Wygrana w półfinale Konf. z Cleveland Cavaliers (4-0) Wygrana w finale Konf. z New York Knicks (4-2) Wygrana w finale NBA z Phoenix Suns (4-2)        |
| 1993/94       | NBA  | Wschodnia   | 3            | Central | 2           | 55              | 27              | Wygrana w 1. rundzie z Cleveland Cavaliers (3-0) Porażka w półfinale Konf. z New York Knicks (3-4)                                                                                               |
| 1994/95       | NBA  | Wschodnia   | 5            | Central | 3           | 47              | 35              | Wygrana w 1. rundzie z Charlotte Hornets (3-1) Porażka w półfinale Konf. z Orlando Magic (2-4)                                                                                                   |
| 1995/96       | NBA  | Wschodnia   | 1            | Central | 1           | 72              | 10              | Wygrana w 1. rundzie z Miami Heat (3-0) Wygrana w półfinale Konf. z New York Knicks (4-1) Wygrana w finale Konf. z Orlando Magic (4-0) Wygrana w finale NBA z Seattle SuperSonics (4-2)          |
| 1996/97       | NBA  | Wschodnia   | 1            | Central | 1           | 69              | 13              | Wygrana w 1. rundzie z Washington Bullets (3-0) Wygrana w półfinale Konf. z Atlanta Hawks (4-1) Wygrana w finale Konf. z Miami Heat (4-1) Wygrana w finale NBA z Utah Jazz (4-2)                 |
| 1997/98       | NBA  | Wschodnia   | 1            | Central | 1           | 62              | 20              | Wygrana w 1. rundzie z New Jersey Nets (3-0) Wygrana w półfinale Konf. z Charlotte Hornets (4-1) Wygrana w finale Konf. z Indiana Pacers (4-3) Wygrana w finale NBA z Utah Jazz (4-2)            |
| 1998/99       | NBA  | Wschodnia   | 15           | Central | 8           | 13              | 37              | |
| 1999/00       | NBA  | Wschodnia   | 15           | Central | 8           | 17              | 65              | |
| 2000/01       | NBA  | Wschodnia   | 15           | Central | 8           | 15              | 67              | |
| 2001/02       | NBA  | Wschodnia   | 15           | Central | 8           | 21              | 61              | |
| 2002/03       | NBA  | Wschodnia   | 12           | Central | 6           | 30              | 52              | |
| 2003/04       | NBA  | Wschodnia   | 14           | Central | 8           | 23              | 59              | |
| 2004/05       | NBA  | Wschodnia   | 4            | Central | 2           | 47              | 35              | Porażka w 1. rundzie z Washington Wizards (2-4) |
| 2005/06       | NBA  | Wschodnia   | 7            | Central | 4           | 41              | 41              | Porażka w 1. rundzie z Miami Heat (2-4) |
| 2006/07       | NBA  | Wschodnia   | 5            | Central | 3           | 49              | 33              | Wygrana w 1. rundzie z Miami Heat (4-0) Porażka w półfinale Konf. z Detroit Pistons (2-4) |
| 2007/08       | NBA  | Wschodnia   | 11           | Central | 4           | 33              | 49              | |
| 2008/09       | NBA  | Wschodnia   | 7            | Central | 2           | 41              | 41              | Porażka w 1. rundzie z Boston Celtics (3-4) |
| 2009/10       | NBA  | Wschodnia   | 8            | Central | 3           | 41              | 41              | Porażka w 1. rundzie z Cleveland Cavaliers (1-4) |
| 2010/11       | NBA  | Wschodnia   | 1            | Central | 1           | 62              | 20              | Wygrana w 1. rundzie z Indiana Pacers (4-1) Wygrana w półfinale Konf. z Atlanta Hawks (4-2) Porażka w finale Konf. z Miami Heat (1-4)                                                            |
| 2011/12       | NBA  | Wschodnia   | 1            | Central | 1           | 50              | 16              | Porażka w 1. rundzie z Philadelphia 76ers (2-4) |
| 2012/13       | NBA  | Wschodnia   | 5            | Central | 2           | 45              | 37              | Wygrana w 1. rundzie z Brooklyn Nets (4-3) Porażka w półfinale Konf. z Miami Heat (1-4) |
| 2013/14       | NBA  | Wschodnia   | 4            | Central | 2           | 48              | 34              | Porażka w 1. rundzie z Washington Wizards (1-4) |
| 2014/15       | NBA  | Wschodnia   | 3            | Central | 2           | 50              | 32              | Wygrana w 1. rundzie z Milwaukee Bucks (4-2) Porażka w półfinale Konf. z Cleveland Cavaliers (2-4)                                                                                               |
| 2015/16       | NBA  | Wschodnia   | 9            | Central | 4           | 42              | 40              | |
| 2016/17       | NBA  | Wschodnia   | 8            | Central | 4           | 41              | 41              | Porażka w 1. rundzie z Boston Celtics (2-4) |
| 2017/18       | NBA  | Wschodnia   | 13           | Central | 5           | 27              | 55              | |
| 2018/19       | NBA  | Wschodnia   | 13           | Central | 4           | 22              | 60              | |
| 2019/20       | NBA  | Wschodnia   | 11           | Central | 3           | 22              | 43              | |
| 2020/21       | NBA  | Wschodnia   | 11           | Central | 3           | 31              | 41              | |
| 2021/22       | NBA  | Wschodnia   | 6            | Central | 2           | 46              | 36              | Porażka w 1. rundzie z Milwaukee Bucks (1-4) |
| 2022/23       | NBA  | Wschodnia   | 10           | Central | 3           | 40              | 42              | Wygrana w play-in z Toronto Raptors (1-0) Porażka w play-in z Miami Heat (0-1) |
| 2023/24       | NBA  | Wschodnia   | 9            | Central | 4           | 39              | 43              | Wygrana w play-in z Atlanta Hawks (1-0) Porażka w play-in z Miami Heat (0-1) |
| 2024/25       | NBA  | Wschodnia   | 9            | Central | 5           | 39              | 43              | Porażka w play-in z Miami Heat (0-1) |

## Sponsorzy
W październiku 2015 roku polski kantor internetowy Cinkciarz.pl, jako pierwsza polska firma, zawarł 7-letnią umowę sponsorską z Chicago Bulls.